# Seleccions dels drafts d'Orlando Magic

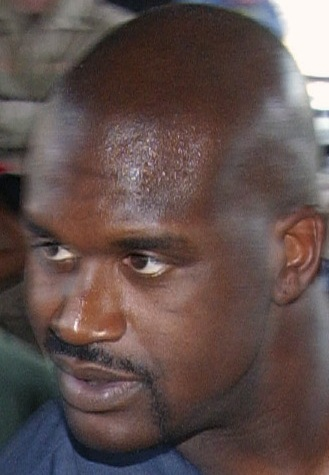
Shaquille O'Neal

Aquesta és una llista de les seleccions d'Orlando Magic als Drafts de l'NBA. Orlando Magic va participar per primer cop al Draft de l'NBA el 27 de juny del 1989, uns cinc mesos abans de la seva primera temporada a l'NBA. L'NBA va acordar amb la National Basketball Players' Association limitar els drafts a dues rondes del 1989 en endavant. Abans de cada draft, una Loteria del Draft de l'NBA determina l'ordre de selecció a la primera ronda entre els equips que no arribaren als playoffs la temporada anterior. Els equips també poden intercanviar-se les seleccions, de manera que en alguns anys un equip podia tenir més de dues seleccions o menys.
Els Magic reberen les seves primeres seleccions el 1989. Seleccionaren Nick Anderson amb l'onzena selecció general i Michael Ansley amb la trenta-setena. El 1992, els Magic guanyaren la Loteria de l'NBA i, amb la primera selecció, triaren Shaquille O'Neal, que més endavant seria seleccionat com a All-Star catorze vegades consecutives, igualant el rècord. El 2004, els Magic seleccionaren el seu capità actual, Dwight Howard. Al llarg dels anys, els Magic han cedit algunes de les seves seleccions i també s'han apropiat de seleccions d'altres equips. Com a resultat dels diversos intercanvis, Orlando Magic tingué tres seleccions a la primera ronda el 1998 i el 2000.

## Abreviacions
| Abreviació | Significat |
| B          | Base       |
| ES         | Escorta    |
| A          | Aler       |
| AP         | Aler pivot |
| P          | Pivot      |

## Seleccions
| Draft | Ronda | Nº | Jugador                  | Nacionalitat | Posició | Universitat/Institut/Club anterior                | Notes                                     |
| ----- | ----- | -- | ------------------------ | ------------ | ------- | ------------------------------------------------- | ----------------------------------------- |
| 1989  | 1     | 11 | Nick Anderson            | Estats Units | ES/A    | Illinois                                          |                                           |
| 1989  | 2     | 37 | Michael Ansley           | Estats Units | A       | Alabama                                           |                                           |
| 1990  | 1     | 4  | Dennis Scott             | Estats Units | A       | Georgia Tech                                      |                                           |
| 1991  | 1     | 10 | Brian Williams           | Estats Units | P       | Arizona                                           |                                           |
| 1991  | 1     | 23 | Stanley Roberts          | Estats Units | P       | Louisiana State                                   | (dels San Antonio)                        |
| 1991  | 2     | 36 | Chris Corchiani          | Estats Units |         | North Carolina State                              |                                           |
| 1992  | 1     | 1  | Shaquille O'Neal         | Estats Units | P       | Louisiana State                                   |                                           |
| 1993  | 1     | 1  | Chris Webber             | Estats Units |         | Michigan                                          | (cedit als Golden State)                  |
| 1993  | 1     | 26 | Geert Hammink            | Estats Units | P       | Louisiana State                                   | (dels New York)                           |
| 1994  | 1     | 27 | Brooks Thompson          | Estats Units | ES      | Oklahoma State                                    | (dels L.A. Clippers)                      |
| 1994  | 2     | 31 | Rodney Dent              | Estats Units | P       | Kentucky                                          |                                           |
| 1995  | 1     | 25 | David Vaughn             | Estats Units | P       | Memphis                                           |                                           |
| 1996  | 1     | 27 | Brian Evans              | Estats Units | A       | Indiana                                           |                                           |
| 1996  | 2     | 49 | Amal McCaskill           | Estats Units | P       | Marquette                                         |                                           |
| 1997  | 1     | 17 | Johnny Taylor            | Estats Units | A       | Tennessee-Chattanooga                             |                                           |
| 1997  | 2     | 47 | Eric Washington          | Estats Units | ES/A    | Alabama                                           | (cedit als Denver)                        |
| 1998  | 1     | 12 | Michael Doleac           | Estats Units | P       | Utah                                              |                                           |
| 1998  | 1     | 13 | Keon Clark               | Estats Units |         | UNLV                                              | (dels Golden State, cedit als Denver)     |
| 1998  | 1     | 15 | Matt Harpring            | Estats Units | A       | Georgia Tech                                      | (dels New Jersey)                         |
| 1998  | 2     | 42 | Miles Simon              | Estats Units | ES      | Arizona                                           |                                           |
| 1999  | 2     | 38 | Laron Profit             | Estats Units | ES/A    | Maryland                                          | (dels Golden State, cedit als Washington) |
| 2000  | 1     | 5  | Mike Miller              | Estats Units | ES/A    | Florida                                           | (dels Golden State)                       |
| 2000  | 1     | 10 | Keyon Dooling            | Estats Units |         | Missouri                                          | (dels Denver)                             |
| 2000  | 1     | 13 | Courtney Alexander       | Estats Units | ES      | Fresno State                                      |                                           |
| 2001  | 1     | 15 | Steven Hunter            | Estats Units | P       | DePaul                                            |                                           |
| 2001  | 1     | 22 | Jeryl Sasser             | Estats Units | /ES     | SMU                                               | (dels Houston)                            |
| 2001  | 2     | 32 | Omar Cook                | Estats Units |         | St. John's                                        | (dels Washington, cedit als Denver)       |
| 2002  | 1     | 18 | Curtis Borchardt         | Estats Units | P       | Stanford                                          | (cedit als Utah)                          |
| 2003  | 1     | 15 | Reece Gaines             | Estats Units |         | Louisville                                        |                                           |
| 2003  | 2     | 42 | Zaza Pachulia            | Geòrgia      | P       | Ülkerspor (Turkey)                                |                                           |
| 2004  | 1     | 1  | Dwight Howard            | Estats Units | P       | Southwest Atlanta Christian Academy (Atlanta, GA) |                                           |
| 2004  | 2     | 30 | Anderson Varejao         | Brasil       |         | FC Barcelona (Spain)                              | (cedit als Cleveland)                     |
| 2004  | 2     | 36 | Antonio Burks            | Estats Units |         | Memphis                                           |                                           |
| 2005  | 1     | 11 | Fran Vázquez             | Espanya      |         | Unicaja Málaga (Spain)                            |                                           |
| 2005  | 2     | 38 | Travis Diener            | Estats Units | /ES     | Marquette                                         |                                           |
| 2005  | 2     | 44 | Martynas Andriuškevičius | Lituània     | P       | Žalgiris (Lithuania)                              | (dels Cleveland, cedit als Cleveland)     |
| 2006  | 1     | 11 | J. J. Redick             | Estats Units | ES      | Duke                                              |                                           |
| 2006  | 2     | 41 | James Augustine          | Estats Units |         | Illinois                                          |                                           |
| 2006  | 2     | 44 | Lior Eliyahu             | Israel       | A       | Hapoel Galil Elyon (Israel)                       | (dels Cleveland, cedit als Houston)       |
| 2007  | 2     | 44 | Reyshawn Terry           | Estats Units | A       | North Carolina                                    | (cedit als Dallas)                        |
| 2008  | 1     | 22 | Courtney Lee             | Estats Units | ES      | Western Kentucky                                  |                                           |